# 阿那伽里迦·达摩波罗

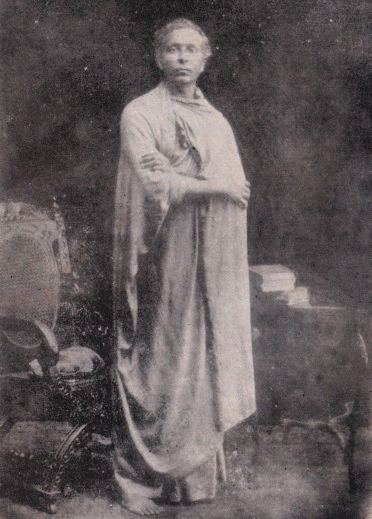
Srimath Anagarika Dharmapala

法护尊者（1864年9月17日—1933年4月29日），音译达摩波罗（梵语：Dharmapāla，巴利语：Dhammapāla）；全称出家人法护，音译阿那伽里迦·达摩波罗（巴利语：Anagārika Dhammapāla）。法护尊者是斯里兰卡僧伽罗人，是非暴力僧伽罗佛教民族主义的奠基人之一，也是领导斯里兰卡独立运动反对英国统治的主要人物。 
法护尊者还是在南亚大陆乃至全球的佛教复兴运动的先驱和领导者，他不仅致力于斯里兰卡佛教復興，还使得印度佛教在灭绝了数个世纪之後得以恢復。法护是近代首位在亚洲、北美洲和欧洲三大洲同时弘扬佛法的佛教徒，也是佛教在西方传播的重要人物。他的弘法成绩颇为显著，甚至激发了南印度达利特人的大规模群众运动，其中包括使敌对民族泰米尔人转皈佛教。
法护早年参加神智学会活动，於1891年创建了佛教团体摩诃菩提会，爲现代印度佛教复兴运动的基地。晚年时法护正式出家为僧，法名仍称法护。

## 生平
法护之父Don Carolis Mudaliar Hewavitarne爲家具制造业商人，母Mallika爲科伦坡商人之女。其祖父爲佛教徒，并捐资修建了斯里兰卡第一所佛教学校益智佛学院，其母也是佛教徒，因此法护从小在佛教氛围中长大，8岁时被送入一所私立学校学习锡兰传统经典。但由于当时的社会环境和西化风气，法护也依据《圣经》命名爲董·大卫（Don David），後来被送入基督教会学校学习。在那裡，他因身为佛教徒而备受校方和教师的歧视和欺辱。1878年，法护转入托马斯附属贵族学校，但不公平的待遇并没有结束。
法护的个人閱歷使之产生了復興佛教的想法。就在托马斯就读期间，法护接触到在与基督教辩论中获得胜利的名僧瞿那難陀法师（Migetuvatte Gunananda），法师当时在科塔尼亚寺（Kotahena Vihara）任教，两人结识後一见如故。
1880年，神智学会的创始人奥尔科特上校和布拉威茨基夫人因听闻佛耶辩论而来到科伦坡转皈佛教，法护参加了该皈依仪式，受到了强烈的感召。1884年，他加入神智学会，不久後前往印度马德拉斯邦阿迪亚尔（Adyar）的神智学会总部工作。从那返回锡兰後，法护经过父母的同意，决意梵行不婚，终生服侍佛法，在神智学会工作，并在此後开始了将神智学会关于佛教的演说翻译为锡兰语和僧伽罗语的工作，此外他还创办了僧伽罗语佛教期刊。他自称法护，因此人们称他为“出家人法护”。
1891年，法护前往佛教圣地——印度菩提伽耶，看到这裡破败萧条的景象，他坚定了复兴印度佛教的心愿。此後他辗转斡旋，请求锡兰、缅甸和印度的僧人帮助重建菩提伽耶的僧团，并设法从把持菩提伽耶的印度教湿婆派的手中赎回了摩訶菩提寺。儘管收回了大菩提寺，但因为当时税收官员的压迫和印度教势力的强悍，法护的佛教僧团还是受到了很大的阻力，甚至是遭受暴力，直到法护去世，菩提伽耶也未能完全收回。
1891年5月31日，法护在科伦坡正式成立菩提伽耶大菩提学会，集聚全球的僧伽共同维护佛教遗迹，復興和發展佛教，法护本人担任秘书长。
1893年7月，法护奔赴美国芝加哥参加世界宗教会议，在会上作出演讲，引起了轰动。纽约哲学专业学生C.T.Struss受其影响皈依佛教，成为美国第一名佛教徒。
此後，法护结识了富商福斯特夫人（Mary Elizabeth Mikhala Foster,1844—1930），并用佛法教导她解决情感障碍。在她的大力资助下，法护先後主持在印度马德拉斯、拘尸那迦、鹿野苑、加尔各答等地建立大菩提会分会、寺院、僧团和学校。
1929年，在全球爲复兴佛教奔走呼告的法护，因劳累致使胃病和心脏病病發。这一时期，一直协助他处理大菩提会事务的弟弟查理斯·赫瓦韋特拉納博士去世，福斯特夫人也于次年去世，大菩提会失去的不仅仅是重要资金来源。
1931年，法护正式依止Boruggamuwe Rewata长老受戒，出家为比丘僧，法名提婆弥陀·达摩波罗（Devamitta Dhammapāla，吉祥天·法护）。
1933年4月29日，法护在祥和宁静中因病示寂，世寿70岁，他的骨灰舍利被安放在鹿野苑根本香舍寺。

## 註释
1. ↑  .   [2020-10-23]. （原始内容存档于2021-03-01）.
2. ↑  . The Sunday Times (Sri Lanka). 14 September 2014. （原始内容存档于2021-04-10）.

- 斯里兰卡僧伽罗族的族谱图：家庭＃3006（Wijeyaguneratne）唐·卡洛里斯·赫瓦维塔拉纳 （页面存档备份，存于）
- 斯里兰卡僧伽罗人族谱图：家庭＃3007 DHARMAGUNEWARDENA，兰萨奇·安迪里斯·佩雷拉（Lansage Andiris Perera） （页面存档备份，存于）